# Elecciones estatales de Malaca de 2008
Las elecciones estatales de Malaca de 2008 tuvieron lugar el 8 de marzo del mencionado año con el objetivo de renovar los 28 escaños de la Asamblea Legislativa Estatal, que a su vez investiría a un Menteri Besar (Gobernador o Ministro Principal) para el período 2008-2013, a no ser que se realizaran elecciones adelantadas durante este período. Al igual que todas las elecciones estatales malacanas, se realizaron al mismo tiempo que las elecciones federales para el Dewan Rakyat de Malasia a nivel nacional.
El Barisan Nasional (Frente Nacional) gobernante desde la independencia tanto en Malasia en general como en Malaca en particular, obtuvo la victoria con el 56.50% del voto popular y retuvo la mayoría de dos tercios de la Asamblea con 23 de los 28 escaños. La principal coalición opositora, fundada ese mismo año, el Pakatan Rakyat (Pacto Popular), logró monopolizar el voto opositor con un 42.82% de los sufragios y los 5 escaños restantes. Algunas candidaturas independientes obtuvieron el 0.68% restante, sin que ninguna lograse resultar electa. La participación fue del 79.97% del electorado registrado.
Con este resultado, Mohd Ali Rustam resultó reelegido para un tercer mandato como Menteri Besar de Malaca. El asambleísta Goh Leong San, del Partido de Acción Democrática (DAP), componente del PR, asumió como Líder de la Oposición Estatal.

## Resultados
|  | 35.52 % |

|  | 64.30 % |

|  | 15.92 % |

|  | 14.30 % |

|  | 3.01 % |

|  | 0.00 % |

|  | 2.05 % |

|  | 3.60 % |

|  | 56.50 % |

|  | 82.10 % |

|  | 21.80 % |

|  | 17.90 % |

|  | 14.01 % |

|  | 0.00 % |

|  | 7.01 % |

|  | 0.00 % |

|  | 42.82 % |

|  | 17.90 % |

|  | 0.68 % |

|  | 0.00 % |

|  | 97.62 % |

|  | 2.38 % |

|  | 100.00 % |

|  | 79.97 % |